# Hegyi vitézsas
A hegyi vitézsas (Nisaetus nipalensis) a madarak (Aves) osztályának a vágómadár-alakúak (Accipitriformes) rendjébe, ezen belül a vágómadárfélék (Accipitridae) családjába tartozó faj.

## Rendszerezése
A fajt Brian Houghton Hodgson angol ornitológus írta le 1836-ban. Sorolták a Spizaetus nembe Spizaetus nipalensis néven is.

## Alfajai
- Nisaetus nipalensis nipalensis Hodgson, 1836 - a Himalája vidékétől keletre Kína keleti részéig és Tajvanig valamint délre a Maláj-félszigetig
- Nisaetus nipalensis orientalis (Temminck & Schlegel, 1844) - Japán[2]

## Előfordulása
Dél- és Délkelet-Ázsiában, Bhután, Dél-Korea, Hongkong, India, Japán, Kambodzsa, Kína, Laosz, Mongólia, Mianmar, Nepál, Pakisztán, Oroszország, Srí Lanka, Tajvan, Thaiföld és Vietnám területén honos. 
Természetes élőhelyei a mérsékelt övi erdők, szubtrópusi és trópusi síkvidéki és hegyi esőerdők. Vonuló faj.

## Megjelenése
Testhossza 86 centiméter, szárnyfesztávolsága 130-165 centiméter, testtömege 2500-3500 gramm.
|  |

## Természetvédelmi helyzete
Az elterjedési területe rendkívül nagy, egyedszáma 1200-6700 példány közötti és csökken.  A Természetvédelmi Világszövetség Vörös listáján mérsékelten fenyegetett fajként szerepel.